# 705
705 (DCCV) fue un año común comenzado en jueves del calendario juliano, en vigor en aquella fecha.

## Acontecimientos
- 21 de febrero:[1] Imperio Chino – La Emperatriz Wu Zetian abdica después de un Golpe de Estado que termina su breve dinastía fundada 15 años atrás. El poder imperial regresa a los Tang de la mano de su hijo Zhongzong.
- 3 de marzo:[2] Restauración oficial de la Dinastía Tang.
- Juan VII sucede al papa Juan VI.
- Los árabes destruyen Cartago

## Nacimientos
- Tiberio, hijo del emperador bizantino Justiniano II y coemperador.

## Fallecimientos
- 11 de enero: Papa Juan VI.
- 9 de octubre: Abd al-Málik, califa omeya.
- 16 de diciembre:[3] Wu Zetian, única emperatriz de China.
- Æthelmund, Ealdorman de Hwicce